# Compassion
 (juillet 2021).
La compassion (du latin : cum patior, « je souffre avec » et du grec συν πἀθεια , sun patheia, « sympathie ») est un sentiment par lequel un individu est porté à percevoir ou éprouver la souffrance d'autrui et poussé à y remédier, par amour ou éthique. La compassion se distingue de la pitié en ce sens qu'elle peut être considérée comme une vertu et non comme un simple affect. La « miséricorde » peut s'apparenter à la compassion mais s'inscrit dans une sémantique religieuse.

## Différences entre pitié et compassion
La pitié peut reposer sur une sorte de condescendance, qui ne se retrouve pas dans la compassion, laquelle implique un sentiment d'humanité partagée, au-delà de toute considération sociale, et lui est donc moralement supérieure. Selon la philosophe Agata Zielinski, la compassion repose sur la reconnaissance de la vulnérabilité inhérente à la condition humaine permettant de « rencontrer autrui sans se tenir dans une position de surplomb, d’établir une certaine égalité dans l’asymétrie de la relation ». La compassion est « intersubjective, là où la pitié est unilatérale. Dans son mouvement, je considère l’autre comme un égal – comme un sujet, et non comme un objet de compassion. »
Paul Ricœur différencie la compassion de la « simple pitié, où le soi jouit secrètement de se savoir épargné ». Ainsi, développe Zielinski, « le sentiment de pitié aurait pour caractéristique le retour sur soi ou la projection de soi en l’autre, guidés par la crainte de souffrir. Effet de miroir : j’ai pitié dans la mesure où j’ai l’intuition que cette souffrance pourrait me toucher aussi – et c’est alors sur ma possible souffrance que je m’apitoie. [...] Or, dans la compassion, ce n’est pas le versant de crainte qui domine ou nous anime, mais la bienveillance qui tourne vers autrui. »
Alors que la pitié peut être brève et ne pas mener à agir, la compassion se distingue par sa durée et son intensité, laquelle pousse à l'action pour remédier à la souffrance d'autrui.

## Psychologie et neurosciences
La compassion est une prédisposition à la perception et à la reconnaissance de la douleur d'autrui, animée par un profond sentiment d'amour de l'autre au sens de l'amour philia ou agapé, entraînant une réaction de sollicitude, de solidarité active, voire engagée. C'est une forme d'empathie axée sur la reconnaissance de la douleur et de la souffrance de l'autre : « il ne s’agit pas simplement de ressentir quelque chose de la peine de l’autre, mais bien de mettre en œuvre ce qui peut soulager sa souffrance ».
On peut aussi se porter de la compassion à soi-même, c'est-à-dire de l'autocompassion. Cela sous-entend que l'on est détaché de soi-même, sans quoi on peut confondre l'autocompassion avec l'apitoiement et sa composante de complaisance.
Le professeur de neurochirurgie James Doty (en), de l'université Stanford, a créé le Center for Compassion and Altruism Research and Education (CCARE) qui développe des recherches sur la compassion,. Le laboratoire étudie le pouvoir de la compassion dans des disciplines comme les neurosciences, la psychologie, la neurochirurgie, etc. L'étude scientifique des cerveaux de moines, notamment de Matthieu Ricard, ont permis de démontrer un impact direct entre la pratique de la méditation et d'exercices de compassion sur la réponse des individus au stress. Des programmes d’entraînement à la compassion permettent également d'augmenter le bien-être ressenti.
Le psychologue américain Paul Gilbert (en) étudie l'impact des neurones miroirs dans le champ de la compassion. Il a développé une thérapie focalisée sur la compassion.

## Philosophie
Selon André Comte-Sponville, la compassion est proche du terme commiseratio employé par Spinoza, qui est traduit habituellement par pitié : « une tristesse qu'accompagne l'idée d'un mal arrivé à un autre, que nous imaginons être semblable à nous » ; mais plus encore de la misericordia : « un amour, en tant qu'il affecte l'homme de telle sorte qu'il se réjouisse du bien d'autrui et soit affligé par le mal d'autrui. »
Friedrich Nietzsche qui s'insurgeait contre la pitié (mitleid), faisait référence à la pitié au sens chrétien, voir : L'Antéchrist. Mais Nietzsche n'est pas le seul philosophe à critiquer la compassion quand elle n'est que pitié. Montaigne : « J'ai une merveilleuse lâcheté vers la miséricorde et la mansuétude. Tant y a, qu'à mon avis, je serais pour me rendre plus naturellement à la compassion, qu'à l'estimation ; si est la pitié, passion vicieuse aux Stoïques : ils veulent qu'on secoure les affligés, mais non pas qu'on fléchisse et compatisse avec eux ». Pour Kant, la compassion ne doit pas être un simple penchant de sensibilité, sinon elle est « amollissante », elle doit être un amour pratique fondé sur la volonté.
Selon le philosophe Volker Spierling (de), « la compassion est pour Schopenhaueur bien plus qu'un sentiment parmi d'autres relevant de la psychologie. [...] Dans la compassion, le principium individuationis, l'être individuel de tout vivant, se révèle illusoire. Il n'y a qu'un seul et même être — la volonté unique comme chose en soi — qui se manifeste dans les êtres vivants à travers la souffrance ». Pour Schopenhauer la compassion relève de « la connaissance immédiate et intuitive de l’identité métaphysique de tous les êtres », expérience qu'il rapproche de la formule hindoue Tat Twam Asi (en).

## Religions
Cette section ne s'appuie pas, ou pas assez, sur des sources secondaires ou tertiaires indépendantes du sujet. Le texte peut contenir des analyses inexactes ou inédites de sources primaires.
Pour l'améliorer, ajoutez-en, ou placez des modèles {{Source secondaire souhaitée}} ou {{Source secondaire nécessaire}} sur les passages mal sourcés. (novembre 2018)

### Bouddhisme

#### Karunā

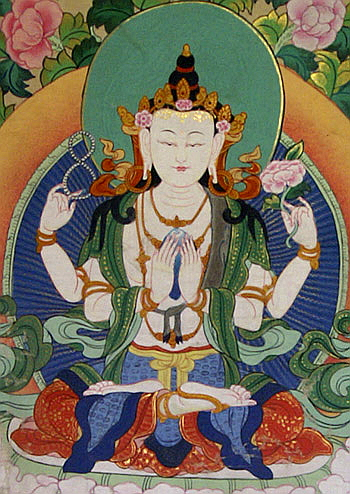
Thangka tibétain d'Avalokiteśvara (Chenrezig en tibétain), bodhisattva de la compassion.

La compassion, karunā en pâli et en sanskrit, est une valeur fondamentale du bouddhisme. On parle souvent[réf. souhaitée] de trois formes de compassion de manière très concrète et expérientielle : la première étape étant de considérer l'autre comme un autre soi. La deuxième étape étant de s'échanger avec autrui pour aller plus loin dans la compréhension de sa souffrance (cf. la pratique de tonglen), la troisième étant de considérer la souffrance d'autrui comme plus importante que la sienne. La doctrine du Bouddha a pour axe central les quatre nobles vérités dont le but est de trouver une solution définitive à la souffrance dans l'existence. La compassion est donc définie dans ce cadre comme l'aspiration d'éteindre toutes les souffrances ainsi que les causes de souffrance que peuvent connaître les êtres sensibles dans le monde entier. Elle compte ainsi parmi les facultés spirituelles d'amour appelées les quatre Incommensurables. Le dalaï-lama est considéré dans la tradition du bouddhisme tibétain comme une émanation du bodhisattva de la compassion Avalokiteshvara. Cette précision permet de comprendre le sens de son engagement spirituel comme des initiatives qui l'animent depuis le début de sa vie contemporaine.
La compassion est au cœur du bodhicitta ou « esprit d'Éveil », lui-même au fondement de la pensée mahayaniste (le grand véhicule) et aussi de la tradition Vajrayana (le véhicule de diamant). Dans le cadre du bodhicitta qui associe à la fois la dimension de la grande compassion et Shunyata, ou la vue juste de la nature de l'esprit, ce terme est alors synonyme de mahākarunā, la grande compassion aspirant à ce que tous les êtres soient libérés des souffrances et de leurs causes, et amenés à l'Éveil suprême et incomparable, c'est-à-dire le Nirvâna, l'extinction complète des souffrances, l'au-delà de la souffrance. La grande compassion ou mahakaruna incite également le bodhisattva à renaître encore et encore pour sauver les êtres de toutes leurs souffrances, voire à prendre sur eux ces souffrances si cela peut leur être bénéfique. Elle est aussi dite « grande » lorsque, par une pratique appropriée, cette aspiration devient complètement spontanée, rayonnant naturellement dans toutes les directions de l'univers en manifestant la même intensité affective qu'envers un parent ou un enfant, et en actualisant le même engagement de soin, d'attention et de prévenance.
Selon Chögyam Trungpa, une analogie bouddhiste traditionnelle est que « la compassion est comparable au soleil qui répand ses rayons bénéfiques partout, sans préférence. Il est naturel pour le soleil de luire ; il n'est pas obligé de lutter pour y parvenir. De même, une fois qu'on a enlevé les voiles et barrières qui entravent son expression, on s'aperçoit que la compassion est une activité humaine naturelle. »

#### Compassion et karma
En tant que valeur, d'après les études de Jacqueline Bousquet, seule la compassion permettrait de se défaire de son karma négatif, une idée issue de la philosophie indienne et qui se réfère à la conséquences des actes d'un individu. L'autre n'étant qu'un miroir, ou étant un autre moi, nous devons être capable de nous comporter envers lui comme envers nous-même. La philosophie bouddhiste évoque le poids de nos actes associés à leurs conséquences positives, négatives ou neutres. Ils maintiennent donc notre esprit en équilibre au sein de six mondes, dans lequel en fonction de la somme de nos actes positifs négatifs ou neutres, nous descendons dans les enfers du Samsara (le monde de la souffrance) ou nous nous élevons vers le Nirvana (le monde sans souffrance). La compassion devient donc un outil de développement permettant aux êtres humains, animés de la capacité de communiquer et de se voir, de choisir de s'élever ou non. Parmi les actes négatifs, le meurtre, le vol, le mensonge, l'inconduite sexuelle (viol, manipulation d'autrui) et la prise d’intoxicants vont peser sur les conséquences de nos actions. De sorte que cette compassion doivent s'appliquer à toutes les espèces vivantes sur cette terre. Nous devons donc changer nos comportements face à toute forme de vie car ce que nous considérons comme bon pour l'autre revient à admettre que c'est bon pour nous. Dans son livre Au Cœur du Vivant, elle écrit : « L'univers est un tout dont nous faisons partie, toute agression de quelque nature que ce soit contre l'un de ses composants se retourne inévitablement contre l'auteur. En biologie cela s'appelle le feed-back ou choc en retour. »

#### Déités
Par contraste avec Maitreya, le futur Bouddha de l'amour bienveillant, Shakyamuni est un Bouddha de compassion, survenu en notre âge de souffrance.
Les principales déités méditationnelles (yidam) de compassion sont Tara et Avalokiteshvara (Guanyin en chinois et Tchenrézi en tibétain), dont les dalaï-lamas et les Karmapa sont considérés comme des émanations.

### Christianisme

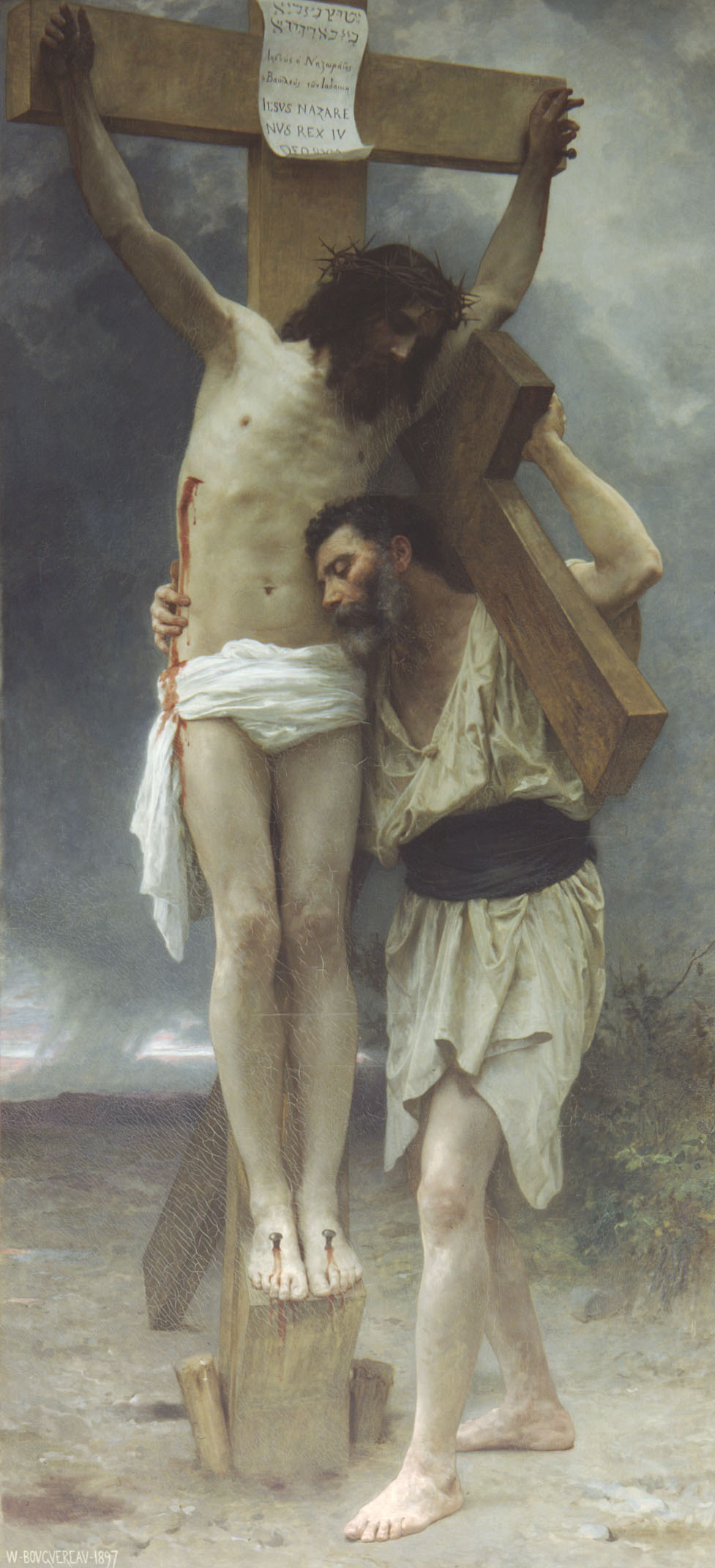
Compassion !, par William Bouguereau en 1897.

Dans la Bible, la compassion est une caractéristique intrinsèque de Dieu (Exode 34.6, Psaume 103.8, Psaume 116.5, Jacques 5.11, Jonas 4.2).
Dans la Bible, la compassion de Dieu s'exprime envers plusieurs. D'abord envers les Israélites en Égypte (Exode 3.7), dans le désert (Néhémie 9.17-21), ou en exil (Ésaïe 54.7-8, Jérémie 42.11-12). Elle s'exprime aussi envers les immigrés et les opprimés (Exode 22.2). Enfin, elle s'exprime envers tous les hommes car ils sont pécheurs (Psaume 51.1, Psaume 103.8-12, Michée 7.19).
Dans les Évangiles, Jésus a de la compassion pour les malades (Matthieu 14.14), les personnes affamées (Matthieu 15.32), les veuves affligées (Luc 7.32). L'épître aux Hébreux évoque la compassion de Christ pour les hommes dans leurs faiblesses (Hébreux 4.15).
Pour les chrétiens, avoir de la compassion est un commandement, celle-ci étant une étape vers l'amour du prochain[réf. nécessaire]. Par exemple, en Éphésiens 4.32, avoir de la compassion contribue à accorder un pardon.
La compassion dans le christianisme, évoque un sentiment de fraternité humaine, qui nous incite à effectuer des actes de charité (caritas, avec un sens proche du verbe anglais to care) et donc à secourir notre prochain. Les termes compassion et charité sont d'ailleurs souvent employés l'un pour l'autre ; Jésus est fréquemment décrit comme faisant preuve de compassion dans les Évangiles, ou bien il lui arrive d'exhorter ses disciples à la compassion.[réf. nécessaire]
On agit par compassion, en accomplissant tout acte de partage. Les examens de conscience et exercices spirituels amènent à dissuader de détester qui que ce soit, sans quoi il serait impossible d'éprouver de la compassion pour ce dernier; lorsque le besoin s'en présentera, tous les moyens nécessaires seront utilisés dans le but : d'aider ou de délivrer la personne, y compris si elle n'est pas du clan (parabole du Bon Samaritain), du simple fait de sa proximité. L'Évangile insiste sur cette notion de proximité (d'où vient le mot prochain), qui permet il est vrai de voir si l'on agit de façon efficace ou non. Le choix d'un Samaritain montre qu'il s'agit bien de la proximité du moment et non de la plus habituelle proximité culturelle, où la compassion se manifeste plus facilement. Bernard de Clairvaux met à plusieurs reprises en garde contre la tentation de se replier sur soi pour ne pas rencontrer le prochain (ce que nous nommerions aujourd'hui cocooning), en insistant sur la gravité de cette faute.[style à revoir]

### Islam
La notion de compassion est essentielle dans l'Islam.[réf. nécessaire]
D'abord à travers les obligations liées à deux des cinq piliers de l'islam, à savoir le concept de Zakât qui veut que tout bon musulman se doit de faire preuve de charité et d'attention envers les pauvres. Ce concept est complémentaire au processus du Ramadan durant lequel le jeûne symbolise en partie la solidarité envers les êtres qui souffrent, que cela soit de faim ou d'autre chose.
On trouvera dans la charia islamique de vastes sujets relatifs aux droits du voyageur, de l'orphelin, du pauvre ou encore à la Sadaqah, où le concept de compassion occupe une place centrale.
Enfin l'Islam est l'une des religions abrahamiques qui abroge la loi du Talion « œil pour œil, dent pour dent », puisque le but de la vie est la satisfaction de Dieu à travers le meilleur comportement. C'est ce qui permet la réussite éternelle de l'âme. Ainsi on trouvera dans le Coran « Repousse le mal par la plus belle bonté » (23, 96) ou encore « l’action bonne n’est pas semblable à la mauvaise. Repousse celle-ci par ce qui est le plus beau en bonté : tu verras alors celui qu’une inimitié séparait de toi devenir pour toi un ami chaleureux. C’est là une chose à laquelle n’atteignent que ceux qui exercent la patience, ceux qui ont reçu une faveur insigne » (41, 34-35).
Le concept de « rahma » qui se traduit en français par la clémence, la miséricorde et la compassion est régulièrement évoqué dans la tradition prophétique. On retiendra cette parole du prophète de l'islam : « Soyez cléments envers ceux qui sont sur Terre, et Celui qui est dans les Cieux sera Clément envers vous. Le clément recevra la Clémence du Miséricordieux. »

### Judaïsme
C'est une question importante pour le judaïsme[réf. nécessaire], qui souhaite voir s'établir une société fondée sur la justice.
On trouve cette notion dans le personnage de Ruth : Ruth (en hébreu : רוּת, Routh, qui signifierait « compassion »). Compassion de Ruth pour Naomi, et compassion de Booz pour Ruth. Mais le mot Ruth en hébreu donne lieu à d'autres interprétations également. On fait le plus souvent dériver Ruth (Rouh, en hébreu) de la racine rita, compatir. Ruth signifierait ainsi l'indulgente, la compatissante. Mais l'étymologie de Ruth a donné lieu, depuis plus de vingt siècles, à d'étonnantes disputes talmudiques et bien d'autres hypothèses ont été avancées avec conviction et talent. Ruth pourrait ainsi vouloir dire la charmée, celle qui est désaltérée, la tourterelle, la louangeuse. Elle pourrait même être le féminin du mot torah, la loi.
En anglais le mot « ruthless », impitoyable, semble faire allusion à Ruth (Bible). Ruth en anglais ancien signifie pitié, et est encore un peu utilisé aujourd'hui. En fait le mot a pour étymologie le verbe rue en anglais ancien (se repentir de, regretter amèrement) suivi du suffixe th.
La Tsedaka désigne l'aumône, la charité, dans le judaïsme, et trouve sa source dans la Bible.

## Mise à l'honneur
Plusieurs monuments portent les noms de pitié ou compassion : hôpital de la Salpêtrière (hôpital de la Pitié-Salpêtrière à l'origine), Notre-Dame de Pitié, église Notre-Dame-de-Compassion (Paris). On peut également citer plusieurs congrégations comme la Congrégation des religieuses de Notre-Dame de la Compassion ou les Sœurs de Notre-Dame de la Compassion.
L'astéroïde (8990) Compassion est nommé en l'honneur de la notion.